# Sanfilippodytes adelardi
Sanfilippodytes adelardi är en skalbaggsart som först beskrevs av Rochette 1983.  Sanfilippodytes adelardi ingår i släktet Sanfilippodytes och familjen dykare. Inga underarter finns listade i Catalogue of Life.